# Pro-choice

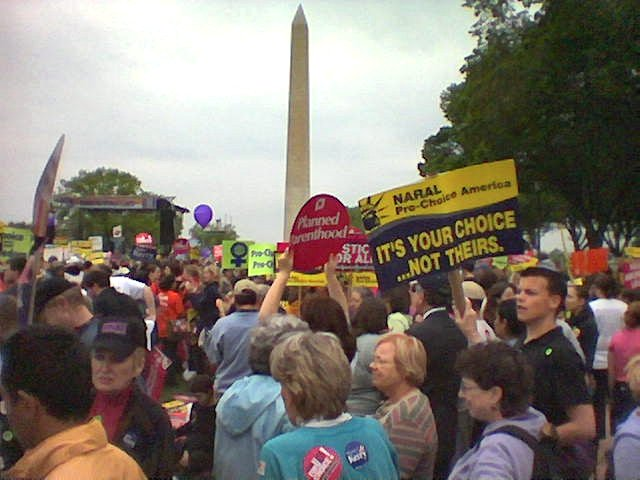
Honderdduizenden pro-choicers bij het Washington Monument tijdens de March for Women's Lives in 2004.

De pro-choice-beweging is een Amerikaanse sociale beweging die vindt dat ieder individu zelf de keuze moet kunnen maken over het wel of niet uitvoeren van abortus provocatus. De tegenhanger van pro-choice is pro-life, door pro-choicers ook wel anti-choice genoemd.
In Nederland is vanaf de 1970er jaren door verschillende groepen en op verschillende manieren aandacht gevraagd voor het beginsel dat alleen de vrouw het recht heeft te beslissen over een zwangerschapsonderbrekening bij zichzelf. Bekende slogans van de groepen Dolle Mina en Wij Vrouwen Eisen uit die tijd waren Baas in eigen buik en De vrouw beslist. Daarmee kan ook het pro-choice-gedachtegoed worden samengevat.
In juli 2022 vond in Amsterdam een demonstratie plaats naar aanleiding van het  nieuws uit de Verenigde Staten, dat het federale abortusrecht is afgeschaft door een arrest van het Hooggerechtshof. Er werd aandacht gevraagd voor het recht op abortus, onder andere door een nieuw opgerichte actiegroep met de naam Baas in Eigen Buik. Er werden vooral Engelse teksten meegevoerd als Pro-Choice, My Body, My Rules, en GIRLS JUST WANNA HAVE FUNdamental rights. De actievoerders op de Dam pleitten ervoor dat in Nederland abortus als medische ingreep uit het Wetboek van Strafrecht wordt gehaald.